# Hrvatski Telekom
Hrvatski Telekom – chorwacki dostawca usług telekomunikacyjnych. Większościowym udziałowcem spółki jest Deutsche Telekom AG.
Przedsiębiorstwo zostało założone w 1998 roku.